# جو مین-جین
جو مین-جین (انگلیسی: Joo Min-jin؛ زادهٔ ۱ اوت ۱۹۸۳) اسکیت‌باز سرعت اهل کره جنوبی است.